# Marquito (político)
Marcos José de Abreu, mais conhecido como Marquito (Florianópolis, 06 de dezembro de 1979) é um engenheiro agronômo, ativista e político brasileiro. Atualmente é deputado estadual de Santa Catarina pelo Partido Socialismo e Liberdade (PSOL).

## Biografia
Natural de Florianópolis, Marquito é engenheiro agrônomo e mestre em Agroecossistemas pela Universidade Federal de Santa Catarina (UFSC).
Trabalhou no Centro de Estudos e Promoção da Agricultura de Grupo (Cepagro), organização que promove a agroecologia urbana e rural. Atuou como presidente do Conselho Estadual de Segurança Alimentar e Nutricional de Santa Catarina (Consea-SC).

### Carreira política
Filiou-se ao Partido da Frente Liberal em 1999, aos 20 anos, permanecendo no partido (que se transformou em DEM em 2007) até 2015, quando migrou para o PSOL.
Foi eleito para o cargo de vereador em Florianópolis em 2016, recebendo 5.448 votos. 
Nesse mandato ele fez o projeto de lei (PL) 17538/2018 que institui e define como zona livre de agrotóxicos a produção agrícola, pecuária, extrativo e as práticas de manejo dos recursos naturais no município de Florianópolis - SC.
Foi reeleito em 2020 com 5.858 votos, sendo o mais votado.
Em 2022, foi eleito deputado estadual com 40.329 votos.